# Rennesøy
Rennesøy era un municipio de la provincia de Rogaland, en la región de Vestlandet, Noruega. El 1 de enero de 2020 se fusionó con los municipios de Finnoy y Stavanger.